# 帰登
帰 登（き とう、754年 - 820年）は、唐代の官僚。字は沖之。本貫は蘇州呉県。

## 経歴
帰崇敬の子として生まれた。継母に仕えて孝行で知られた。大暦7年（772年）、孝廉に挙げられ、四門助教に任じられた。貞元元年（785年）、さらに賢良方正科に登第し、美原県尉から右拾遺に任じられた。ときに徳宗が裴延齢を宰相に取り立てようとしたため、諫議大夫の陽城が上疏して諫め、徳宗を激怒させた。右補闕の熊執易らがまた徳宗の意に逆らって言上しようとした。帰登は熊執易の上奏文の草稿を見せられると、諫言の列に加わった。右補闕・起居舎人に転じ、3期15年をつとめた。のちに兵部員外郎に転じ、皇太子侍読をつとめた。ほどなく史館修撰を加えられた。
貞元21年（805年）、順宗が即位すると、東宮時代の旧恩により、帰登は給事中に抜擢された。のちに工部侍郎となった。元和4年（809年）、皇太子侍読となり、「龍楼箴」を献上して諫めた。元和6年（811年）、憲宗の命を受けて孟簡・劉伯芻・蕭俛とともに『大乗本生心地観音経』を翻訳した。長らくを経て、左散騎常侍の位を受けた。兵部侍郎に転じ、判国子祭酒事を兼ねた。元和14年（819年）、工部尚書となった。元和15年（820年）、死去した。享年は67。太子少保の位を追贈された。諡は憲といった。
子の帰融が後を嗣いだ。

## 伝記資料
- 『旧唐書』巻149 列伝第99
- 『新唐書』巻164 列伝第89